# Matriz de escaneo electrónico activo

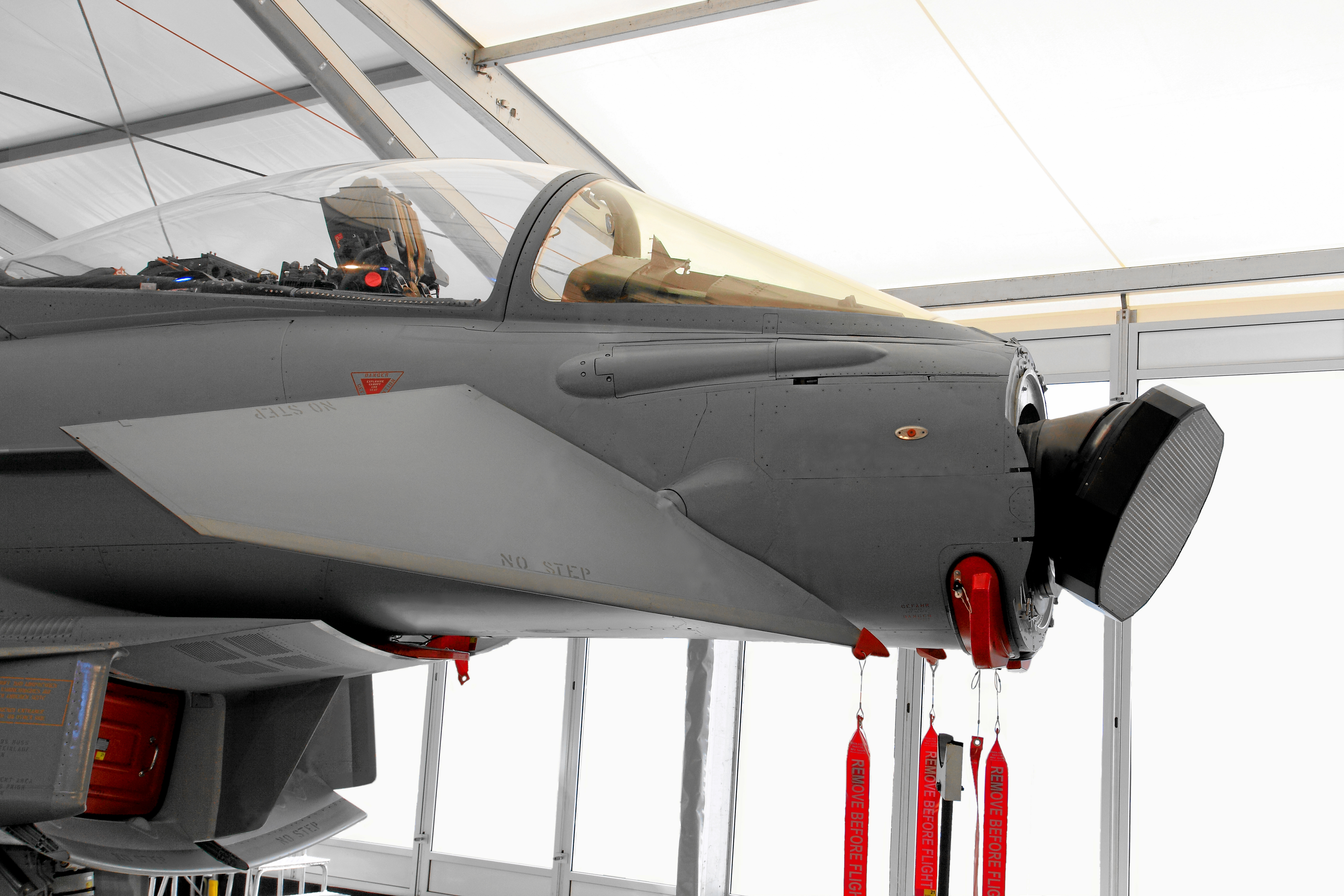
El avión de combate Eurofighter Typhoon con el carenado de la parte frontal retirado, revelando su antena de radar Euroradar CAPTOR del tipo AESA.

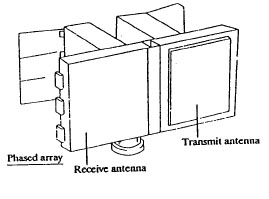
Esbozo del radar de misiles antibalísticos FLAT TWIN.

Una matriz de escaneo electrónico activo es un tipo de antena de matriz en fase, que es una antena de matriz controlada por ordenador en la que el haz de ondas de radio se puede dirigir electrónicamente para apuntar a diferentes direcciones sin mover la antena.

## Introducción
En un sistema AESA, cada elemento de antena está conectado a un pequeño módulo de transmisión y recepción de estado sólido, bajo el control de un ordenador, que realiza las funciones de transmisor y/o receptor de la antena. Esto contrasta con una matriz de escaneo electrónico pasivo (PESA), en la que todos los elementos de la antena están conectados a un único transmisor y/o receptor mediante unos desfasadores controlados por un ordenador. El uso principal del sistema AESA es un radar, y éstos radares se conocen como radares de matriz en fase activa.

## Funcionamiento

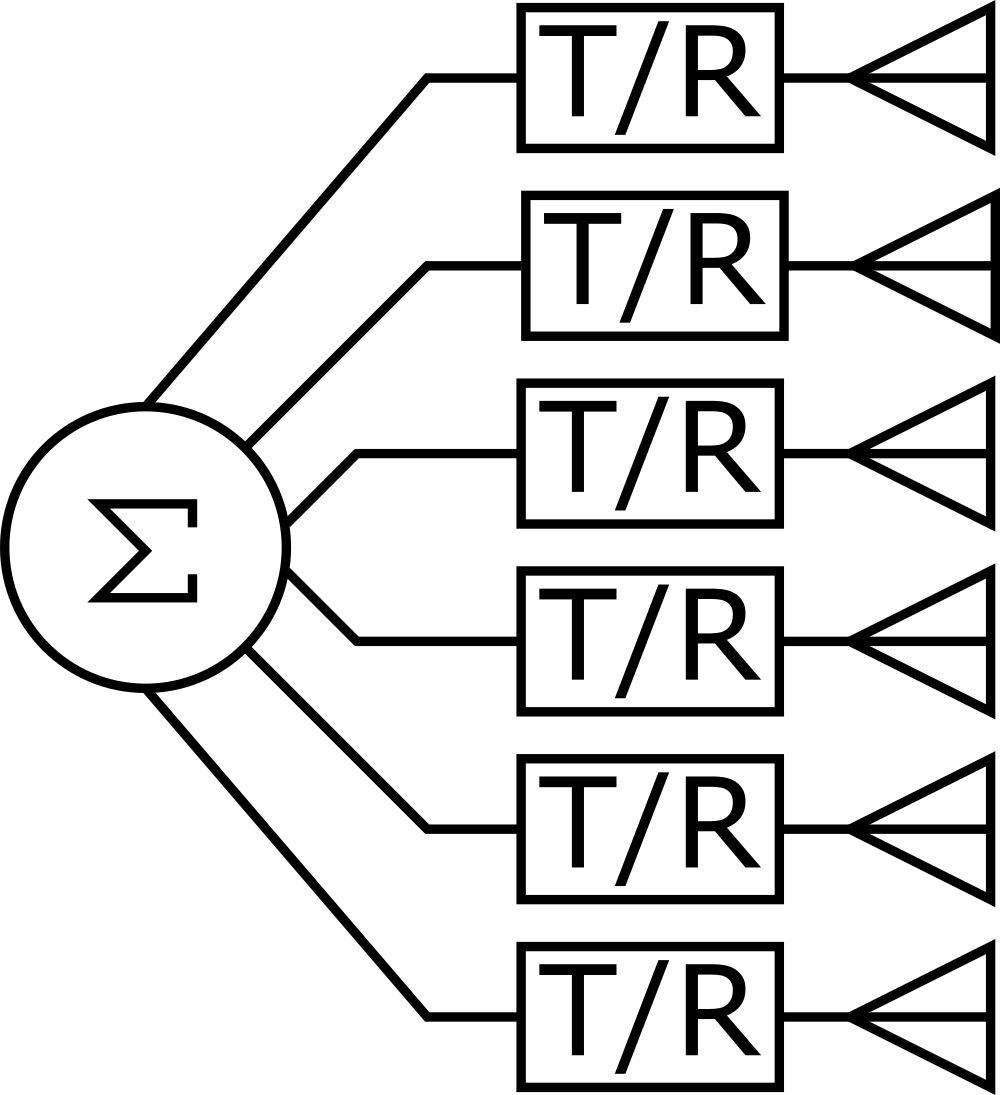
Esquema básico de un sistema AESA.

Los sistemas de radar funcionan generalmente conectando una antena a un potente transmisor de radio para emitir un pulso corto de señal. El transmisor se desconecta y la antena se conecta a un receptor sensible que amplifica los ecos de los objetos objetivo. Mediante la medida del tiempo que tarda la señal en volver, el receptor del radar puede determinar la distancia al objeto. Entonces, el receptor envía la salida resultante a una pantalla. Los elementos transmisores eran típicamente tubos de klystron o magnetrones, que son adecuados para amplificar o generar un rango estrecho de frecuencias a niveles de potencia elevados. Para escanear una parte del cielo, la antena del radar debe moverse físicamente para apuntar en diferentes direcciones. 
A partir de la década de 1960 se introdujeron nuevos dispositivos de estado sólido capaces de retrasar la señal del transmisor de forma controlada. Esto condujo a la primera matriz de escaneo electrónico pasivo a gran escala (PESA) o simplemente un radar de matriz en fase. Los PESA tomaban una señal de una sola fuente, la dividían en cientos de señales, retrasaban selectivamente algunas de ellas, y las enviaban a las antenas individuales. Las señales de radio de las antenas separadas se solapaban en el espacio y se controlaban los patrones de interferencia entre las distintas señales individuales para reforzar la señal en determinadas direcciones y silenciarla en otras direcciones. Los retrasos podrían controlarse fácilmente electrónicamente, lo que permitía dirigir el haz muy rápidamente sin necesidad de mover la antena. Un radar PESA puede escanear un volumen de espacio mucho más rápido que un sistema mecánico tradicional. Además, gracias al progreso de la electrónica, los radares PESA añadieron la capacidad de producir varios rayos activos, lo que les permitió seguir explorando el cielo mientras al mismo tiempo enfocaban haces más pequeños en determinados objetivos para realizar el seguimiento o guiar misiles de radar semiactivos. Los radares PESA se extendieron rápidamente en barcos y grandes emplazamientos fijos en la década de 1960, seguidos por los sensores aerotransportados a medida que la electrónica se redujo.
Los AESA son el resultado de nuevos desarrollos en la electrónica de estado sólido. En los sistemas anteriores, la señal transmitida se creaba originalmente en un tubo de onda progresiva o en un dispositivo similar, que son relativamente grandes. La electrónica del receptor también era grande, debido de las altas frecuencias con las que trabajaban estos equipos. La introducción de la microelectrónica de srseniuro de galio, durante la década de 1980, sirvió para reducir mucho el tamaño de los elementos receptores, hasta que estos, se pudieron construir de tamaños efectivos similares a los de las radios portátiles, con sólo unos centímetros cúbicos de volumen, la introducción de los transistores JFET y MOSFET también hizo lo propio con los sistemas transmisores, ello dio lugar a amplificadores y transmisores con un generador de ondas de estado sólido de baja potencia, que alimentaba a un amplificador, permitiendo a cualquier radar equipado con este sistema transmitir en un rango mucho más amplio de frecuencias, hasta el punto de cambiar la frecuencia de funcionamiento con cada pulso enviado, la posterior reducción de todo el conjunto (transmisor, receptor y antena) en un único módulo transmisor y receptor de reducido tamaño, y la posterior disposición del conjunto de estos elementos, produce un sistema AESA.